# Maël (Comiczeichner)

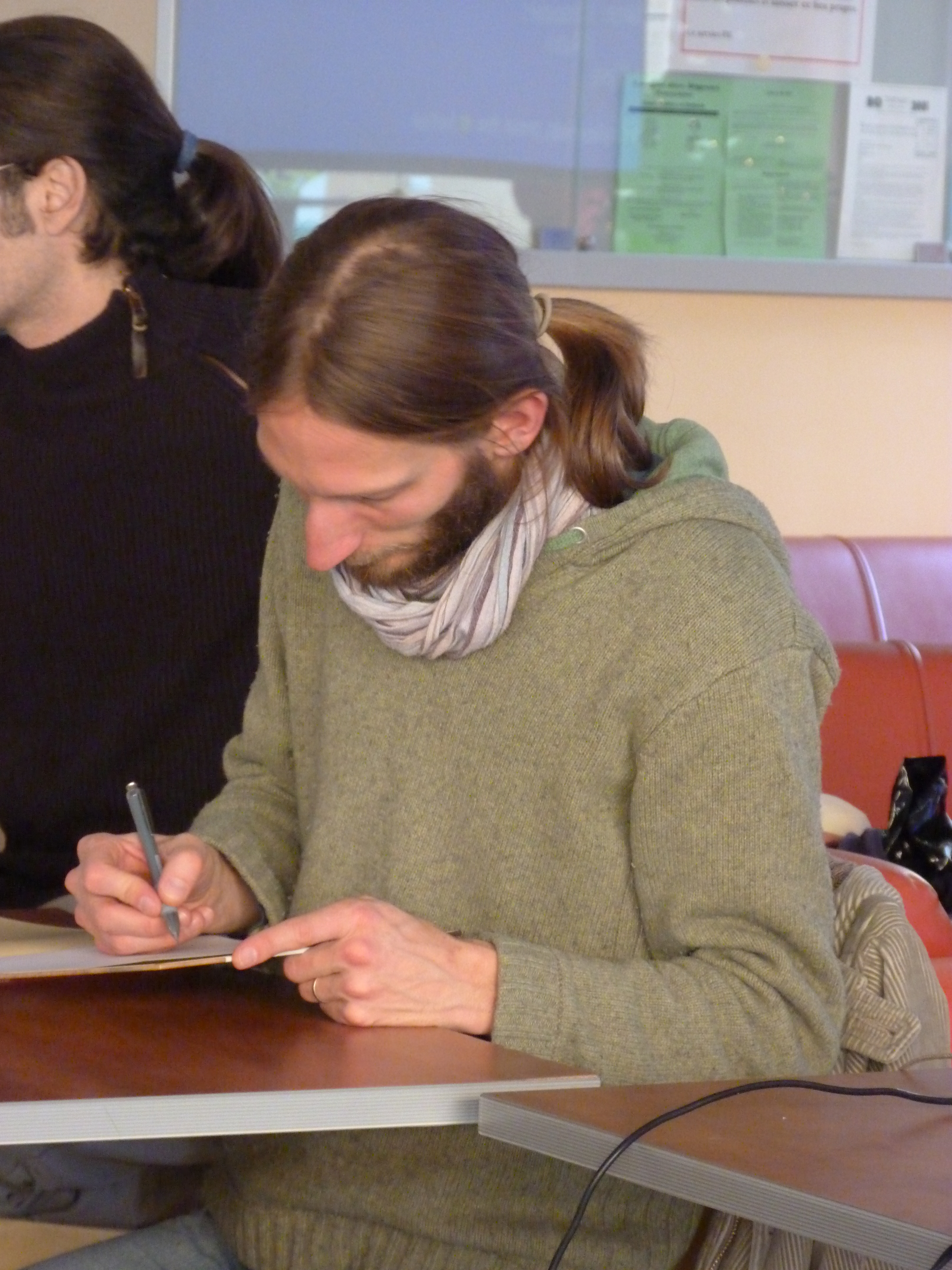
Mael

Maël geboren als Martin Leclerc (* 24. April 1976 in Saint-Martin-d’Hères) ist ein französischer Comiczeichner.

## Arbeiten
Maël ist seit der Mitte der 2000er Jahre als Zeichner für eine Anzahl von zum Teil mehrbändigen Comics bekannt. Von diesen wurden bis 2014 drei in deutschen Verlagen veröffentlicht. Seine vierbändige Serie Notre mère la guerre war 2014 Teil zweier Gedenkausstellungen anlässlich des einhundertsten Jahrestags des Beginns des Ersten Weltkriegs
in München und im Kellergewölbe der Nikolaikirche in Hamburg.

## Werke
- Tamino, 2 Bände. Glénat, 2004.
- Les Rêves de Milton, 2 Bände. Dupuis, 2005: ISBN 2-8001-3752-5.
- Dans la colonie pénitentière. Delcourt, 2007, ISBN 978-2-7560-0908-7.
  - deutsch: In der Strafkolonie. Knesebeck, München 2012, ISBN 978-3-86873-459-1.
- L'Encre du passé. Dupuis, 2009, ISBN 978-2-8001-4380-4.
- Notre Mère la guerre. 4 Bände. Futuropolis,
  - Erster Band: 2009, ISBN 978-2-7548-0165-2.
  - Zweiter Band: 2010, ISBN 978-2-7548-0320-5.
  - Dritter Band: 2011, ISBN 978-2-7548-0403-5.
  - Requiem: 2012, ISBN 978-2-7548-0752-4.
    - deutsch: Mutter Krieg. Splitter Verlag, Berlin 2014, ISBN 978-3-86869-757-5.
- mit Olivier Morel: Revenants. Futuropolis, 2013.
  - deutsch: Die Rückkehrer. Wenn der Krieg im Kopf nicht endet. Carlsen, Hamburg 2014, ISBN 978-3-551-73647-5.